# عملية آش
عملية آش (بالألمانية: Fall Achse)‏ "حالة المحور ")، وتسمى في الأصل عملية ألاريك ( (بالألمانية: Unternehmen Alarich)‏ )، كان الاسم الرمزي للعملية الألمانية بدعم من الفاشيين الإيطاليين لنزع سلاح القوات المسلحة الإيطالية بالقوة بعد الهدنة الإيطالية مع الحلفاء في 3 سبتمبر 1943. قام الألمان بنزع سلاح أكثر من مليون جندي إيطالي في غضون أيام، مما أدى إلى إبادة الجيش والدولة الإيطالية.
دخلت العديد من الفرق الألمانية إيطاليا بعد سقوط بينيتو موسوليني في يوليو 1943، بينما كانت إيطاليا لا تزال حليفة لألمانيا، على الرغم من احتجاجات الحكومة الإيطالية الجديدة تحت قيادة بيترو بادوغليو. تم إعلان هدنة كاسيبيلي في 8 سبتمبر. تحركت القوات الألمانية بسرعة للسيطرة على مناطق الاحتلال الإيطالية في البلقان وجنوب فرنسا، ونزع سلاح القوات الإيطالية في إيطاليا.
في بعض الحالات، قاومت القوات الإيطالية، التي ليس لديها أوامر متفوقة وعانت الكثير من الفرار، الألمان، وعلى الأخص في جزيرة كيفالونيا اليونانية، حيث تم ذبح أكثر من 5,100 رجل من فرقة أكوي الثالثة والثلاثين بعد نفاد الذخيرة والاستسلام؛ في روما، بعد فرار العائلة المالكة والحكومة، لم يتمكن دفاع إيطالي من جانب القوات الإيطالية المتمركزة حول العاصمة من هزيمة الهجوم الألماني. بالإضافة إلى ذلك، فإن الجنود الأفراد أو الوحدات بأكملها، مثل فرقة بينيرو 24 في ثيساليا، انتقلوا إلى حركات المقاومة المحلية. فقط في سردينيا، كورسيكا، كالابريا وفي الجزء الجنوبي من أبوليا كانت القوات الإيطالية قادرة على تقديم مقاومة ناجحة وصد الألمان حتى يرتاحون بوصول الحلفاء.

## أعداد
وفقًا للروايات الألمانية، بلغ مجموع القوات الإيطالية التي تم نزع سلاحها 1,006,370. تم توزيعها حسب المنطقة، وكانوا:
- 415682 في شمال إيطاليا
- 102,340 في جنوب إيطاليا
- 8722 في فرنسا
- 164986 في يوغوسلافيا
- 265000 في البر الرئيسي اليونان وجزر بحر إيجة

أدى نزع سلاح مثل هذا الجيش الكبير إلى مصادرة أعداد كبيرة من الأسلحة والمعدات العسكرية:
- 1,285,871 بندقية
- 39,007 مدفع رشاش
- 13,906 MAB 38 رشاشات
- 8,736 هاون
- البنادق الميدانية 2,754
- 5,568 قطعة مدفعية أخرى
- 16,631 مركبة
- 977 مركبة مصفحة

فقط 197000 جندي إيطالي واصلوا الحرب إلى جانب الألمان. حوالي 94,000، معظمهم من الفاشيين، اختاروا هذا الخيار على الفور. الباقي، حوالي 103,000 رجل، اختاروا أثناء احتجازهم دعم الجمهورية الاجتماعية الإيطالية للهروب من الظروف القاسية في معسكرات العمل الألمانية. بقي ما بين 600,000 و650،000 في معسكرات العمل الألمانية، حيث مات ما بين 37,000 و 50,000 منهم. قُتل ما بين 20000 و 30000 جندي إيطالي خلال القتال في سبتمبر 1943،  و 13000 آخرين لقوا حتفهم في غرق سفن الأسرى في بحر إيجه.